# Frans Nielsen
Frans Nielsen, född 24 april 1984 i Herning, är en dansk före detta professionell ishockeyspelare som spelat för bl.a. Detroit Red Wings i National Hockey League (NHL).
Nielsen spelade åren 2001–2005 för Malmö Redhawks i Elitserien. Hans senaste säsong i Sverige, 2005–06, representerade han Timrå IK.
Den 6 januari 2007 blev den förste dansken i NHL då han spelade för New York Islanders.
2010–11 gjorde Frans Nielsen flest mål av alla i NHL i boxplay med 7 mål.
Sedan säsongen 2022/2023 jobbar Frans som Development Coach inom Malmö Redhawks juniorverksamhet.